# Refeição escolar

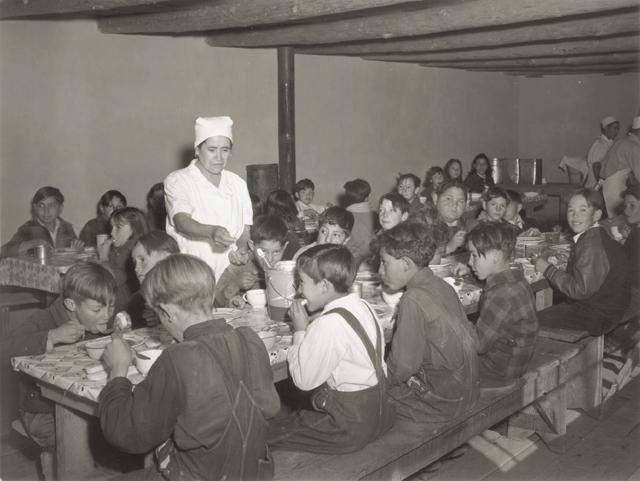
Oferta de refeição escolar no Novo México, Estados Unidos.

A refeição escolar (português europeu) ou merenda escolar (português brasileiro) ou simplesmente merenda refere-se à refeição que as crianças têm dentro das escolas, especialmente durante os intervalos. Muitas escolas oferecem aos alunos alimentos preparados e/ou vendidos na própria instituição, enquanto outras apenas oferecem espaços para que os alunos comam os alimentos trazidos em suas próprias merendeiras ou, como são mais comumente chamadas hoje, lancheiras.

## História em Portugal
Durante o Estado Novo, a organização do fornecimento de refeições escolares era responsabilidade da Mocidade Portuguesa e da Obra das Mães pela Educação Nacional (OMEN). Na época as cantinas funcionavam com o propósito de atenuar os efeitos da pobreza e auxiliar o Estado na promoção da sua ideologia.

As ementas da OMEN  eram constituídas fundamentalmente por um prato de sopa e um pedaço de pão.
Era, igualmente, distribuído o óleo de fígado de bacalhau nas escolas, sobretudo para os alunos mais carenciados.
A partir de 1971 a reforma educativa do ministro Veiga Simão criou o Instituto de Ação Social Escolar (IASE) e, posteriormente, o Programa de Alimentação Racional, mudando a gestão da alimentação escolar para este instituto. 
Atualmente uma refeição escolar é composta por:
- 1 sopa de vegetais frescos;
- 1 prato de carne ou peixe;
- 1 pão de mistura;
- Sobremesa;
- Água.